# Thubunae in Numidia
Thubunae in Numidia (łac. Diocesis Thubunensis in Numidia) – stolica historycznej diecezji we Cesarstwie rzymskim w prowincji Numidia zlikwidowana w VII w. podczas ekspansji islamskiej, współcześnie w północnej Algierii. Obecnie katolickie biskupstwo tytularne. 

## Biskupi tytularni
| Lp. | Biskup                             | Funkcja                                            | Od               | Do                |
| --- | ---------------------------------- | -------------------------------------------------- | ---------------- | ----------------- |
| 1   | Joseph Brunault                    | biskup koadiutor Nicolet (Kanada)                  | 30 września 1899 | 28 stycznia 1904  |
| 2   | Isidore Klaus                      | wikariusz apostolski Gold Coast                    | 4 marca 1904     | 20 listopada 1905 |
| 3   | Frederico Benício de Souza e Costa | biskup pomocniczy Amazonii (Brazylia)              | 16 kwietnia 1914 | 1937              |
| 4   | Manuel Larraín Errazuriz           | biskup koadiutor Talca (Chile)                     | 7 maja 1938      | 21 stycznia 1939  |
| 5   | Antoine Albers                     | wikariusz apostolski Malang (Indonezja)            | 15 marca 1939    | 3 stycznia 1961   |
| 6   | André van den Bronk                | prefekt apostolski Parakou (Benin)                 | 13 lutego 1962   | 10 lutego 1964    |
| 7   | Antoine-Marie Cazaux               | emerytowany biskup Luçon (Francja)                 | 4 lipca 1967     | 10 grudnia 1970   |
| 8   | Harold William Henry               | administrator apostolski Czedżu (Korea Południowa) | 28 czerwca 1971  | 1 marca 1976      |
| 9   | Héctor Manuel Rivera Pérez         | biskup pomocniczy San Juan (Portoryko)             | 11 czerwca 1979  | 9 kwietnia 2019   |
| 10  | Simon Peter Kamomoe                | biskup pomocniczy Nairobi (Kenia)                  | 13 lutego 2024   |                   |